# Ramiro Gurovich
Ramiro Gurovich (Argentina, 12 de enero de 2000) es un jugador profesional argentino de rugby que se desempeña en la posición de hooker en Pampas, equipo perteneciente a la liga Super Rugby Américas.

## Carrera
Gurovich comenzó su carrera deportiva con el equipo Club Atlético Estudiantes. En 2019 formó parte del mundial juvenil M20 que se disputó en Argentina, aportando un try ante la selección de Fiyi. En 2023 se unió a Pampas, donde lleva jugando su tercera temporada. También es parte de la segunda selección de rugby, Argentina XV.